# Großer Segeberger See
Der Große Segeberger See ist ein See bei Bad Segeberg. Angrenzende Dörfer: Klein Rönnau, Stipsdorf.

## Entstehung
Innerhalb der Seen Ostholsteins zeichnet sich der Große Segeberger See durch eine besondere Entstehungsgeschichte aus. 
Nachdem ein Salzstock mit Gips- bzw. Anhydritgestein bedingt durch Salztektonik bis in Oberflächennähe aufgestiegen war, konnte nach dem Auftauen des eiszeitlichen Permafrostbodens freiwerdendes Grundwasser allmählich Steinsalz und Gips im Untergrund auflösen und Hohlräume im Untergrund auslaugen (Subrosion). Die darüber liegenden Gesteins- und Ablagerungsschichten sackten nach und hinterließen Senken, die sich mit Wasser füllten.
Hierbei bildeten sich u. a. mehrere Seebecken, welche zunächst durch eine zusammenhängende Wasserfläche bespannt waren. Nach einer möglicherweise durch ein Erdfallereignis in späterer Zeit erfolgten natürlichen Seespiegelabsenkung teilte sich das ursprüngliche Gewässer in den Großen Segeberger See und den nordöstlich gelegenen deutlich kleineren Klüthsee.
Der Große Segeberger See ist Teil der Gipskarstlandschaft von Bad Segeberg und steht damit in einem Entstehungszusammenhang zum Kalkberg und dessen Höhle.

## Markante Punkte
- Die Halbinsel Spitzenort (in der Nähe von Stipsdorf) teilt den See in zwei Hälften.
- Die Vogelinsel ist die einzige Insel und liegt im nördlichen Teil des Sees, ca. 500 m nördlich von Spitzenort. Die Insel liegt für gewöhnlich das ganze Jahr unter Wasser. Nur bei extrem niedrigem Wasserstand ragt sie über die Wasseroberfläche. Dadurch kommt es öfter zu Kollisionen mit Booten.

Gepachtet ist der See vom Segeberger Angelverein. Der Segeberger See enthält folgende Fischarten: Hecht, Barsch, Aal, Karpfen, Schleie, Brassen, Rotauge und Rotfeder. Brassen wachsen besonders gut ab und erreichen Gewichte bis 6 kg.
Im Stadtbereich gibt es ein Freibad, eine Kurpromenade, einen Bootsverleih, verschiedene Sportvereine (Ruderclub, Segelclub, Bootsverein). Im Bereich Klein Rönnau gibt es ebenfalls ein Freibad und einen Bootsverein. Zwischen Stipsdorf und Klein Rönnau befindet sich ein Vogelschutzgebiet. In Stipsdorf ist ein weiterer Bootsverein.

## Fischsterben
Ende Januar 2019 kam es zu einem Fischsterben, wobei mehrere Tausend Fische (vor allem Rotaugen und Brassen) verendet sind.